# Лютутув (гмина)
Лютутув (пол. Lututów) — сельская гмина (волость) в Польше, входит как административная единица в Верушувский повет, Лодзинское воеводство. Население — 4827 человек (на 2004 год).

## Соседние гмины
1. Гмина Бяла
2. Гмина Чарножылы
3. Гмина Галевице
4. Гмина Клёнова
5. Гмина Острувек
6. Гмина Сокольники
7. Гмина Злочев